# Bernardo Sousa
Bernardo Sousa (Funchal, 16 de Maio de 1987) é um piloto português de ralis.

## Carreira
Bernardo Sousa iniciou a sua carreira desportiva em 1999 nos karts, tendo não só participado em corridas a nível nacional como também a nível internacional. Em 2005 decide experimentar uma vertente do desporto automóvel com elevado nível de popularidade na sua terra natal, os ralis. Acompanhado do navegador Luís Freitas, participou na última prova do regional madeirense tripulando um Ford Escort RS MK2, naquela que foi a sua única incursão nos clássicos até hoje.
Apesar do abandono na sua primeira prova de estrada, decide em 2006 apostar nos ralis, disputando o Campeonato de Portugal de Ralis e o Campeonato de Ralis da Madeira. Durante a temporada tripulou várias viaturas, tanto no campeonato nacional como no regional, mas problemas mecânicos bem como acidentes derivados à sua inexperiência, não permitiram que obtivesse resultados de relevo. Contudo, algumas exibições de grande nível atiraram o jovem madeirense para a um lugar de destaque nos ralis nacionais, estatuto que viria a confirmar nos anos seguintes.
Na época seguinte renova a aposta nos mesmos campeonatos que disputou em 2006, bem como nos mesmos navegadores (Paulo Babo e Marco Sousa), obtendo a sua primeira e única vitória absoluta, no Rali Porto Santo Line. Apesar de rápido e do seu estilo espectacular, isso se não traduzia em resultados de uma forma consistente. Pelo meio e devido a diversos problemas mecânicos, o piloto madeirense decide apostar numa viatura própria, rompendo assim a ligação que tinha desde a época anterior com a equipa Peres Competições.
A época de 2008 ficou marcada pela sua internacionalização e pelos bons resultados, que progressivamente foi obtendo, tanto no Production Car World Rally Championship (PWRC), como no Campeonato de Portugal de Ralis. Naquela que foi a participação mais jovem de sempre de um piloto português numa competição FIA, Bernardo Sousa conta com o apoio essencial da Red Bull, participando a nível internacional com a equipa Baumschlager Rallye&Racing e fazendo equipa com o austríaco Andreas Aigner.
Em 2009 repetiu a participação no PWRC, desta feita com a Abarth Portugal e ao volante de um Fiat Grande Punto S2000. A assistência na primeira prova da época esteve a cargo da portuguesa Sports&You, sendo substituída pela italiana Procar a partir do Rali de Portugal. Um carro pouco competitivo assim como alguns acidentes e problemas mecânicos, fizeram com que a época de 2009 fosse menos positiva para o piloto, ficando aquém dos resultados da época anterior.
Para a temporada de 2010, Bernardo Sousa apostou na sua evolução e adquiriu uma Ford Fiesta S2000 para tentar o ataque ao título nacional. Para além de um novo carro, o piloto madeirense optou também por um novo navegador, o experiente Nuno Rodrigues da Silva, que trouxe um factor extra de experiência à equipa. Para além dos ralis nacionais, Bernardo Sousa apostou também no SWRC através de carros alugados à M-Sport. Finda a época, o piloto madeirense tornou-se no segundo piloto mais jovem de sempre a conquistar o Campeonato Nacional de Ralis, após a vitória no Rali de Mortágua, tendo ainda disputado o Rali Casinos do Algarve embora já como virtual Campeão desse ano. No panorama internacional, o desempenho foi mais modesto tendo ficado apenas em 8º no campeonato SWRC.
Após a conquista do ceptro nacional, o piloto apostou numa carreira exclusivamente internacional com a disputa do SWRC em 2011. A época começou de uma forma quase perfeita com a vitória no Rali da Jordânia, prometida em segredo após a desclassificação do ano anterior no mesmo rali, e o segundo lugar no Rali da Acrópole na Grécia. No final do ano atingiu o quarto lugar no campeonato.
O ano de 2012 marcará uma nova fase na carreira de Bernardo Sousa. Com o Fiesta S2000 vendido para o Paraguai, o piloto busca opções para a continuação da sua carreira, sendo que a participação no IRC, ou a ida para a Lotus para integrar o projecto de Ralis na categoria GT se afiguram como as opções mais prováveis.
Em 2019 Bernardo Sousa foi suspenso por dois anos devido a um controlo antidoping positivo a cocaína. O piloto madeirense foi controlado no rali Sical, terceira prova do Campeonato Açores de Ralis (CAR), que decorreu nos dias 07 e 08 de junho de 2019, tendo sido detetada cocaína, um estimulante proibido em competição.

## Resultados

### Palmarés de Bernardo Sousa [2006-2011]
2006
22.º no Campeonato Nacional de Ralis - Absoluto

19.º no Campeonato Nacional de Ralis - Condutores Turismo

23.º no Campeonato Nacional de Ralis - Condutores Produção

8.º na Taça Nacional de Ralis - Condutores A/N de 1600 a 2000cc/Diesel

7.º no Campeonato de Ralis da Madeira - Absoluto

8.º no Campeonato de Ralis da Madeira - Condutores Turismo

6.º no Campeonato de Ralis da Madeira - Grupos Turismo/Produção até 1600cc

2.º no Campeonato Júnior da Madeira de Ralis
2007
12.º no Campeonato Nacional de Ralis - Absoluto

10.º no Campeonato Nacional de Ralis - Condutores Produção

8.º no Campeonato de Ralis “Coral” da Madeira - Absoluto

9.º no Campeonato de Ralis “Coral” da Madeira - Grupo Produção

3.º no Campeonato Júnior da Madeira de Ralis
2008
9.º no Production Car World Rally Championship

7.º no Campeonato de Portugal de Ralis - Absoluto

6.º no Campeonato de Portugal de Ralis - Condutores Produção
2009
10.º no Production Car World Rally Championship

9.º no Campeonato de Portugal de Ralis - Absoluto

11.º no Campeonato de Portugal de Ralis - Condutores Produção
2010
8.º no Super 2000 World Rally Championship

1.º no Campeonato de Portugal de Ralis - Absoluto

1.º no Campeonato de Portugal de Ralis - Condutores Turismo
2011
4.º no Super 2000 World Rally Championship

### Resultados de Bernardo Sousa [2005-2012]
| Ano  | Data     | Rali                          | Número | Navegador                                 | Carro                      | Matricula  | Resultados                         |
| ---- | -------- | ----------------------------- | ------ | ----------------------------------------- | -------------------------- | ---------- | ---------------------------------- |
| 2005 | 28-29.10 | Rali Bingo Faial              | #206   | Luís Freitas                              | Ford Escort RS MK2         |            | Desistência (Acidente)             |
|      |          |                               |        |                                           |                            |            |                                    |
| 2006 | 24-25.02 | Rali Casino da Póvoa          | #25    | Paulo Babo                                | Skoda Fabia RS TDI         | 92-71-VV   | 29.ª Posição / 3.ª Classe          |
| 2006 | 04.03    | Rali da Camacha               | #21    | Marco Sousa                               | Peugeot 206 S1600          | 882 AHG 34 | 12.ª Posição / 8.ª Classe          |
| 2006 | 17-18.03 | PT Rali de Portugal           | #63    | Paulo Babo                                | Skoda Fabia RS TDI         | 93-77-VV   | 24.ª Posição / 2.ª Classe          |
| 2006 | 31-01.04 | Rali Porto Santo Line         | #17    | Marco Sousa                               | Peugeot 206 S1600          | 882 AHG 34 | 5.ª Posição / 5.ª Classe           |
| 2006 | 13.05    | Rali da Calheta               | #9     | Marco Sousa                               | Peugeot 206 S1600          | 882 AHG 34 | Desistência (Roda danificada)      |
| 2006 | 27.05    | Rali Futebol Clube do Porto   | #56    | Paulo Babo                                | Skoda Fabia RS TDI         |            | Desistência (Caixa de velocidades) |
| 2006 | 03.06    | Rali de Santa Cruz            | #10    | Marco Sousa                               | Peugeot 206 S1600          | 882 AHG 34 | Desistência (Motor)                |
| 2006 | 24.06    | Rali MT / Marítimo            | #10    | Marco Sousa                               | Peugeot 206 S1600          | 882 AHG 34 | 3.ª Posição / 2.ª Classe           |
| 2006 | 30-01.07 | Sata Rali Açores              | #49    | Paulo Babo                                | Skoda Fabia RS TDI         |            | Desistência (Acidente)             |
| 2006 | 03-05.08 | Rali Vinho Madeira            | #29    | Marco Sousa                               | Peugeot 206 S1600          | 882 AHG 34 | 52.ª Posição / 27.ª Classe         |
| 2006 | 09.09    | Rali do Nacional              | #10    | Marco Sousa                               | Peugeot 206 S1600          | 882 AHG 34 | Desistência (Motor)                |
| 2006 | 06-07.10 | Rali Modelbetão Faial         | #10    | Marco Sousa                               | Renault Clio S1600         | 415 ARJ 34 | 4.ª Posição / 4.ª Classe           |
| 2006 | 28.10    | Rali de Mortágua              | #25    | Paulo Babo                                | Mitsubishi Lancer Evo.VIII | 91-51-TD   | Desistência (Acidente)             |
| 2006 | 17-18.11 | Rali Casinos do Algarve       | #21    | Paulo Babo                                | Mitsubishi Lancer Evo.IX   | 9527 DXF   | 7.ª Posição / 5.º Grupo N          |
| 2006 | 10.12    | Rampa Moldebetão / Spanycom   | #19    | (-)                                       | Mitsubishi Lancer Evo.VII  | 66-83-MA   | 3.ª Posição                        |
|      |          |                               |        |                                           |                            |            |                                    |
| 2007 | 23-24.02 | Rali Torrié                   | #15    | Paulo Babo                                | Mitsubishi Lancer Evo.IX   | 9527 DXF   | Desistência (Suspensão)            |
| 2007 | 03.03    | Rali da Camacha               | #8     | Marco Sousa                               | Mitsubishi Lancer Evo.IX   | 66-83-MA   | 7.ª Posição / 2.º Grupo N          |
| 2007 | 23-24.03 | Rali Porto Santo Line         | #8     | Paulo Babo                                | Mitsubishi Lancer Evo.IX   | 66-83-MA   | 1.ª Posição / 1.º Grupo N          |
| 2007 | 29-01.04 | Vodafone Rali de Portugal     | #75    | Paulo Babo                                | Mitsubishi Lancer Evo.IX   | 9527 DXF   | Desistência (Motor)                |
| 2007 | 05.05    | Rali da Calheta               | #2     | Marco Sousa                               | Mitsubishi Lancer Evo.IX   | 66-83-MA   | Desistência (Prob. Eléctricos)     |
| 2007 | 11-12.05 | Rali Futebol Clube do Porto   | #7     | Paulo Babo                                | Mitsubishi Lancer Evo.IX   | 9527 DXF   | Desistência (Radiador)             |
| 2007 | 02.06    | Rali de Santa Cruz            | #3     | Marco Sousa                               | Mitsubishi Lancer Evo.IX   | 66-83-MA   | 7.ª Posição / 2.º Grupo N          |
| 2007 | 23.06    | Rali do Marítimo              | #3     | Marco Sousa                               | Mitsubishi Lancer Evo.IX   | 66-83-MA   | Desistência (Acidente)             |
| 2007 | 29-30.06 | Sata Rali Açores              | #11    | Paulo Babo                                | Mitsubishi Lancer Evo.IX   | 9527 DXF   | Desistência (Caixa de Velocidades) |
| 2007 | 14.07    | Rali de São Vicente           | #101   | Marco Sousa                               | Mitsubishi Lancer Evo.IX   | 66-83-MA   | Desistência (Acidente)             |
| 2007 | 02-04.08 | Rali Vinho Madeira            | #23    | Paulo Babo                                | Mitsubishi Lancer Evo.IX   | 94-EB-46   | Desistência (Acidente)             |
| 2007 | 21-22.09 | Rali Centro de Portugal       | #6     | Paulo Babo                                | Mitsubishi Lancer Evo.IX   | 94-EB-46   | 19.ª Posição / 8.º Grupo N         |
| 2007 | 26-27.10 | Rali de Mortágua              | #7     | Paulo Babo                                | Mitsubishi Lancer Evo.IX   | 94-EB-46   | 10.ª Posição / 5.º Grupo N         |
| 2007 | 23-24.11 | Rali Casinos do Algarve       | #9     | Paulo Babo                                | Mitsubishi Lancer Evo.IX   | 94-EB-46   | Desistência (Acidente)             |
|      |          |                               |        |                                           |                            |            |                                    |
| 2008 | 07-10.02 | Uddeholm Swedish Rally        | #42    | Carlos Magalhães                          | Mitsubishi Lancer Evo.IX   | KI-961-BV  | 19.ª Posição / 8.º PWRC            |
| 2008 | 07-08.03 | Rali Torrié                   | #7     | Carlos Magalhães                          | Mitsubishi Lancer Evo.IX   | 94-EB-46   | 2.ª Posição / 1.º Grupo N          |
| 2008 | 28-30.03 | Rally Argentina               | #42    | Carlos Magalhães                          | Mitsubishi Lancer Evo.IX   | KI-961-BV  | 18.ª Posição / 8.º PWRC            |
| 2008 | 18-19.04 | Rali Futebol Clube do Porto   | #8     | Carlos Magalhães                          | Mitsubishi Lancer Evo.IX   | 94-EB-46   | Desistência (Acidente)             |
| 2008 | 08-10.05 | Vodafone Rali de Portugal     | #25    | Jorge Carvalho                            | Mitsubishi Lancer Evo.IX   | 94-EB-46   | Desistência (Motor)                |
| 2008 | 29-01.06 | BP Ultimate Acropolis Rally   | #42    | Jorge Carvalho                            | Mitsubishi Lancer Evo.IX   | KI-961-BV  | 15.ª Posição / 2.º PWRC            |
| 2008 | 12-15.06 | Rally Turkey                  | #42    | Jorge Carvalho                            | Mitsubishi Lancer Evo.IX   | KI-961-BV  | 24.ª Posição / 11.º PWRC           |
| 2008 | 03-05.07 | Sata Rali Açores              | #11    | Jorge Carvalho                            | Mitsubishi Lancer Evo.IX   | 94-EB-46   | Desistência (Acidente)             |
| 2008 | 29-31.08 | Repco Rally New Zealand       | #42    | Jorge Carvalho                            | Mitsubishi Lancer Evo.IX   | KI-961-BV  | 18.ª Posição / 7.º PWRC            |
| 2008 | 21-22.11 | Rali Casinos do Algarve       | #8     | Jorge Carvalho                            | Mitsubishi Lancer Evo.IX   | 94-EB-46   | 4.ª Posição / 2.º Grupo N          |
| 2008 | 05-07.12 | Wales Rally GB                | #42    | Jorge Carvalho                            | Mitsubishi Lancer Evo.IX   | KI-961-BV  | 31.ª Posição / 9.º PWRC            |
|      |          |                               |        |                                           |                            |            |                                    |
| 2009 | 12-15.02 | Rally Norway                  | #32    | Jorge Carvalho                            | Fiat Grande Punto S2000    | 41-DH-51   | Desistência (Motor)                |
| 2009 | 02-05.04 | Vodafone Rali de Portugal     | #132   | Jorge Carvalho                            | Fiat Grande Punto S2000    | DL 641 WX  | Desistência (Acidente)             |
| 2009 | 07-09.05 | Sata Rali Açores              | #17    | Jorge Carvalho                            | Fiat Grande Punto S2000    | DL 641 WX  | 10.ª Posição / 10.º Grupo N        |
| 2009 | 22-24.05 | Rally d´Italia / Sardegna     | #132   | Jorge Carvalho                            | Fiat Grande Punto S2000    | DL 641 WX  | Desistência (Transmissão)          |
| 2009 | 12-14.06 | Acropolis Rally of Greece     | #32    | Jorge Carvalho                            | Fiat Grande Punto S2000    | DL 641 WX  | 16.ª Posição / 5.º PWRC            |
| 2009 | 30-01.08 | Rali Vinho Madeira            | #16    | Jorge Carvalho                            | Fiat Grande Punto S2000    | DL 641 WX  | Desistência (Prob. Eléctrico)      |
| 2009 | 03-06.09 | Repco Rally Australia         | #32    | Jorge Carvalho                            | Fiat Grande Punto S2000    | DL 641 WX  | Desistência (Acidente)             |
| 2009 | 17-18.10 | Rali de Mortágua              | #6     | Jorge Carvalho                            | Mitsubishi Lancer Evo.IX   | 94-EB-46   | 4.ª Posição / 2.º Grupo N          |
| 2009 | 23-25.10 | Rally of Great Britain        | #32    | Jorge Carvalho                            | Fiat Grande Punto S2000    | DL 641 WX  | 15.ª Posição / 4.º PWRC            |
| 2009 | 21-22.11 | Rali Casinos do Algarve       | #6     | Jorge Carvalho                            | Mitsubishi Lancer Evo.IX   | 94-EB-46   | Desistência (Acidente)             |
|      |          |                               |        |                                           |                            |            |                                    |
| 2010 | 11-14.02 | Rally Sweden                  | #26    | Nuno Rodrigues da Silva                   | Ford Fiesta S2000          | MM59 ORT   | 19.ª Posição / 6.º SWRC            |
| 2010 | 05-06.03 | Rali Torrié                   | #4     | Nuno Rodrigues da Silva                   | Ford Fiesta S2000          | PX59 AVG   | 1.ª Posição / 1.º S2000            |
| 2010 | 01-03.04 | Rally Jordan                  | #26    | Nuno Rodrigues da Silva                   | Ford Fiesta S2000          | PX10 AAN   | Excluído                           |
| 2010 | 09-10.04 | Rali Serras de Fafe           | #4     | Nuno Rodrigues da Silva                   | Ford Fiesta S2000          | PX59 AVG   | 1.ª Posição / 1.º S2000            |
| 2010 | 27-30.05 | Vodafone Rali de Portugal     | #26    | Nuno Rodrigues da Silva                   | Ford Fiesta S2000          | PX59 AVG   | 15.ª Posição / 4.º SWRC            |
| 2010 | 02-03.06 | Rali do Marítimo              | #2     | Nuno Rodrigues da Silva                   | Mitsubishi Lancer Evo.IX   | 94-EB-46   | Desistência (Furo)                 |
| 2010 | 15-17.07 | SATA Rali Açores              | #12    | Nuno Rodrigues da Silva                   | Ford Fiesta S2000          | PX59 AVG   | 10.ª Posição / 6.º S2000           |
| 2010 | 05-07.08 | Rali Vinho Madeira            | #8     | Nuno Rodrigues da Silva                   | Ford Fiesta S2000          | PX59 AVG   | Desistência (Princ. de Incêndio)   |
| 2010 | 20-22.08 | ADAC Rally Deutschland        | #26    | Nuno Rodrigues da Silva                   | Ford Fiesta S2000          | PX10 AOG   | 32.ª Posição / 7.º SWRC            |
| 2010 | 10-12.09 | Rally Japan                   | #26    | Nuno Rodrigues da Silva                   | Ford Fiesta S2000          | PX10 AOG   | Desistência (Alternador)           |
| 2010 | 17-18.09 | Rali Centro de Portugal       | #1     | Nuno Rodrigues da Silva                   | Ford Fiesta S2000          | PX59 AVG   | Desistência (Acidente)             |
| 2010 | 01-03.10 | Rally de France/Alsace        | #26    | Nuno Rodrigues da Silva                   | Ford Fiesta S2000          | PX10 AOG   | 32.ª Posição / 7.º SWRC            |
| 2010 | 16-17.10 | Rali de Mortágua              | #1     | Nuno Rodrigues da Silva                   | Ford Fiesta S2000          | PX59 AVG   | 2.ª Posição / 2.º S2000            |
| 2010 | 11-14.11 | Wales Rally GB                | #26    | Nuno Rodrigues da Silva                   | Ford Fiesta S2000          | PX10 AOG   | Desistência                        |
| 2010 | 13-14.11 | Rali Casinos do Algarve       | #1     | Paulo Babo                                | Ford Fiesta S2000          | PX59 AVG   | 1.ª Posição / 1.º S2000            |
| 2010 | 11-12.12 | Taça Challenge Desafio Único  | #5     | Filipe Mesquita/Júlio Sousa/João F. Ramos | Fiat Punto                 | (-)        | 8.ª Posição                        |
|      |          |                               |        |                                           |                            |            |                                    |
| 2011 | 24-27.03 | Vodafone Rali de Portugal     | #16    | António Costa                             | Ford Fiesta RS WRC         | PX60 AVN   | Desistência (Acidente)             |
| 2011 | 14-16.04 | Jordan Rally                  | #24    | António Costa                             | Ford Fiesta S2000          | PX59 AVG   | 10.ª Posição / 1.º SWRC            |
| 2011 | 05-08.05 | Rally d´Itália Sardegna       | #24    | António Costa                             | Ford Fiesta S2000          | PX59 AVG   | Desistência (Alternador)           |
| 2011 | 16-19.06 | Acropolis Rally Greece        | #24    | António Costa                             | Ford Fiesta S2000          | PX59 AVG   | 11.ª Posição / 2.º SWRC            |
| 2011 | 01-03.07 | Circuito da Boavista          | #46    | (-)                                       | Ford Transit               | (-)        | 2.ª Posição                        |
| 2011 | 28-30.07 | Neste Oil Rally Finland       | #24    | Paulo Babo                                | Ford Fiesta S2000          | PX59 AVG   | 24.ª Posição / 6.º SWRC            |
| 2011 | 19-21.08 | ADAC Rally Deutschland        | #24    | Paulo Babo                                | Ford Fiesta S2000          | PX59 AVG   | 35.ª Posição / 8.º SWRC            |
| 2011 | 17.09    | Rali Centro de Portugal       | #1     | Paulo Babo                                | Ford Fiesta S2000          | PX59 AVG   | 3.ª Posição / 1.º S2000            |
| 2011 | 30-02.10 | Rally de France Alsace        | #24    | Paulo Babo                                | Ford Fiesta S2000          | PX59 AVG   | 15.ª Posição / 4.º SWRC            |
| 2011 | 30-02.10 | Rally de France Alsace        | #24    | Paulo Babo                                | Ford Fiesta S2000          | PX59 AVG   | 15.ª Posição / 4.º SWRC            |
| 2011 | 21-23.10 | RACC Rally de España          | #24    | Paulo Babo                                | Ford Fiesta S2000          | PX59 AVG   | Desistência                        |
| 2011 | 27-29.10 | Rally International du Valais | #5     | Paulo Babo                                | Peugeot 207 S2000          | DS 059 LV  | Desistência (Perdeu roda)          |
| 2011 | 25-27.11 | Monza Rally Show              | #81    | Corrado Mancini                           | Peugeot 207 S2000          | DS 059 LV  | 29.ª Posição / 10.º S2000          |
| 2011 | 17.12    | Rally delle Colline           | #5     | Corrado Mancini                           | Peugeot 207 S2000          | DS 059 LV  | 1.ª Posição / 1.º S2000            |
|      |          |                               |        |                                           |                            |            |                                    |
| 2012 | 27-29.07 | Rali Vinho Madeira            | #6     | Corrado Mancini                           | Lotus Exige S              | AU61 DWK   | Desistiu (Acidente)                |

## Big Brother Famosos
Em 2022, participa no Big Brother Famosos como concorrente no qual se sagra vencedor.A partir da sua vitória no programa, Bernardo Sousa seguiu a sua carreira sempre de cabeça erguida e de volta a competição conquistou vários títulos que lhe darão a vitória no ano de 2023.  

## Televisão
| Ano  | Projeto                               | Notas                        | Canal |
| ---- | ------------------------------------- | ---------------------------- | ----- |
| 2022 | Big Brother Famosos 2022 - 2.ª edição | Concorrente (Vencedor)       | TVI   |
| 2022 | Rua das Flores                        | Ator (participação especial) | TVI   |
| 2022 | Somos Portugal                        | Repórter Convidado           | TVI   |
| 2022 | Dois às 10                            | Repórter                     | TVI   |
| 2024 | Dança com as Estrelas 6               | Concorrente                  | TVI   |